# HD 75171
HD 75171，又名CP-65 1013，SAO 250317、HR 3495，是一颗恒星，视星等为6.05，位于銀經281.1，銀緯-14.09，其B1900.0坐标为赤經8h 43m 6.6s，赤緯-65° -14.09′ 48″。